# Christopher Ewert
Christopher Ewert (Santiago de Chile, 6 de septiembre de 1993) es un artista marcial mixto chileno que actualmente compite en la división de peso medio de Cage Fury Fighting Championships.

## Carrera de artes marciales mixtas

### Carrera temprana
Ewert comienza su carrera profesional en Chile el 17 de diciembre de 2022 en Adrenalina Series 2, un evento de artes marciales mixtas organizado por Elitemind MMA, donde debutaron varios luchadores. En este evento, Ewert se enfrenta a Lucas Murillo, a quien derrota en el primer asalto por nocaut técnico.
Su siguiente combate se daría lugar en R2B Fight 4, donde se enfrentaría a Hector Avellaneda, a quien derrota por nocaut técnico en el primer asalto.
El 18 de marzo de 2023, Ewert lucharía por ganar el título vacante de peso medio de la RCK (Ragnarok Combate). En esta ocasión se enfrento al argentino Luis Ávila, a quien derroto por nocaut en el primer asalto a los 25 segundos.De esta forma Ewert conseguía su primer título como profesional.
El 23 de septiembre de 2023, Ewert tendría su primera pelea en el extranjero en Miami, Florida en la promotora Combate Global. En esta ocasión se enfrentaría al también invicto Jimmie Pace Jr. A quien derrotaría por decisión unánime.
Luego, volvería a pelear en Chile el 21 de julio de 2024 para disputar el título vacante de peso medio de Open Fight Latam en contra de Matías Ibáñez, a quien derrota por nocaut con un rodillazo a la mandíbula en el primer asalto consiguiendo su segundo cinturón como profesional.
Su siguiente pelea sería organizada por la promotora estadounidense Cage Fury Fighting Championships (Fury FC) y se daría a lugar el 6 de octubre de 2024 en el evento Fury FC 97. Ewert derrota a Aaron "AJ" Chambers por nocaut en el primer asalto.
El 12 de enero de 2025 se enfrenta al invicto Reese Watkins en el "Fury FC 100", a quien derrota por decisión unánime y mantiene su racha de 7 victorias y 0 derrotas

### Ultimate Fighting Championship
Ewert estaba programado para enfrentarse a Yuri Panferov en la pelea estelar del inicio de la novena temporada del Dana White's Contender Series, el 12 de agosto de 2025, con el objetivo de obtener un contrato con la UFC. Sin embargo, la pelea fue cancelada luego de que Ewert fuera seleccionado como reemplazo de Sedriques Dumas (quien se retiró a causa de una lesión) para participar en las peleas preliminares de UFC 317 con cuatro días de anticipación. El propio Ewert finalmente sería retirado de la cartelera y de la compañía por problemas con el peso.
Días después, se programaria otra vez su pelea contra Yuri Panferov en Dana White's Contender Series, manteniendo la fecha inicial. El 12 de agosto se enfrentaría a Yuri Panferov, Ewert pierde por decisión unanime y consigue la primera derrota en su carrera y la oportunidad de entrar a Ultimate Fighting Championship.

## Campeonatos y logros
- Ragnarok Combate
  - Campeonato de Peso Mediano de Ragnarok Combate (una vez)

- Open Fight Latam
  - Campeonato de Peso Mediano de Open Fight Latam (una vez)

## Récord en artes marciales mixtas
| Récord profesional | Récord profesional | Récord profesional |
| 7 peleas           | 7 victorias        | 1 derrota          |
| ------------------ | ------------------ | ------------------ |
| Nocaut             | 5                  | 0                  |
| Sumisión           | 0                  | 0                  |
| Decisión           | 2                  | 1                  |

| Resultado | Récord | Oponente          | Método             | Evento                                | Fecha                    | Ronda | Tiempo | Localización      | Notas                                                   |
| --------- | ------ | ----------------- | ------------------ | ------------------------------------- | ------------------------ | ----- | ------ | ----------------- | ------------------------------------------------------- |
| Derrota   | 7–1    | Yuri Panferov     | Decisión (unánime) | Dana White's Contender Series: Week 1 | 12 de agosto de 2025     | 3     | 5:00   | Las Vegas, Nevada |                                                         |
| Victoria  | 7–0    | Reese Watkins     | Decisión (unánime) | Fury FC 100                           | 12 de enero de 2025      | 3     | 5:00   | Houston, Texas    |                                                         |
| Victoria  | 6–0    | Aaron Chambers    | KO (golpes)        | Fury FC 97                            | 6 de octubre de 2024     | 1     | 4:00   | Houston, Texas    |                                                         |
| Victoria  | 5–0    | Matias Ibañez     | KO (rodillazo)     | Open Fight Latam 9                    | 21 de julio de 2024      | 1     | 1:38   | Santiago, Chile   | Gana el Campeonato de Peso Mediano de Open Fight Latam. |
| Victoria  | 4–0    | Jimmie Pace Jr.   | Decisión (unánime) | Combate Global: Slice vs Ewert        | 23 de septiembre de 2023 | 3     | 5:00   | Miami, Florida    |                                                         |
| Victoria  | 3–0    | Luis Avila        | KO (golpes)        | Ragnarok Combate 5                    | 18 de marzo de 2023      | 1     | 0:25   | Santiago, Chile   | Gana el Campeonato de Peso Mediano de Ragnarok Combate. |
| Victoria  | 2–0    | Hector Avellaneda | TKO (golpes)       | R2B Fight 4                           | 15 de enero de 2023      | 1     | 3:10   | Santiago, Chile   |                                                         |
| Victoria  | 1–0    | Lucas Murillo     | TKO (golpes)       | Adrenalina Series 2                   | 17 de diciembre de 2022  | 3     | 3:10   | Santiago, Chile   |                                                         |